# Frankie Jonas
Frankie Jonas, all'anagrafe Franklin Nathaniel Jonas (Ridgewood, 28 settembre 2000), è un attore statunitense.
È il fratello minore di Kevin, Joe e Nick Jonas, che compongono  il gruppo Jonas Brothers.

## Biografia
Frankie Jonas è nato a Ridgewood nel New Jersey il 28 settembre del 2000, ultimogenito di Paul Kevin Sr. Jonas e Denise Miller. È alto 1.80 cm. 
Nel 2016, si è diplomato in anticipo e ha iniziato a studiare presso la Belmont University.
Frankie è talvolta denominato "Bonus Jonas" o "Frank the Tank".

## Carriera
Frankie inizia la sua carriera all'inizio del 2007, quando appare nel video musicale When You Look Me in the Eyes, dei suoi fratelli. Nel 2008 inizia la sua carriera d'attore comparendo sempre a fianco dei suoi fratelli maggiori nel reality tv Jonas Brothers: vivere il sogno, mandato in onda sul canale satellitare di Disney Channel. Il 2009 è decisamente un anno importante per Frankie: inizia un progetto tutto suo, dando voce a "Sosuke" il protagonista maschile del film 'Ponyo sulla scogliera'. In più insieme ai suoi fratelli recita in altre due serie Disney: nella sit-com Jonas e nel film Camp Rock 2. Frankie appare anche nel film concerto in 3D Jonas Brothers: The 3D Concert Experience e in altri tre video musicali dei Jonas Brothers: Love is on it's way, Fly with me e Keep it real. Ha anche vinto il premio per "Choice Breakout TV Star Male" nel corso del 2009 ai Teen Choice Awards. Nel 2009 ha anche fatto una piccola comparsa nel film "Una notte al museo 2 - La fuga". Nel 2010 Frankie compare nelle nuove stagioni di "Jonas Brothers: Vivere il sogno" e in quella di "Jonas L.A.". Nel corso del 2010 Frankie comparirà insieme ai suoi fratelli nell'adattamento cinematografico dei libri per bambini di Walter the farting dog. Nel 2010 è stato nominato ai J-14 Icons Awards com Icon of tomorrow. Nel 2011 Frankie dà la voce ad uno dei personaggi del film della Disney: Spooky Buddies, in uscita per l'ottobre 2011. Ad Halloween del 2011 compare in un episodio della seconda stagione di "R.L. Stine's The Haunting Hour".  Nel 2012 doppia uno dei personaggi del film "The Reef 2: High Tide". Verso la fine del 2012 o l'inizio del 2013 Frankie comparirà in un altro episodio della terza stagione di "R.L. Stine's The Haunting Hour". Nel 2017 Frankie rilascia, sul suo account Soundcloud, un brano musicale sotto il nome di "Mephisto". 
Sempre nello stesso anno, il sito web dell'agenzia di management del padre, la Jonas Group Entertainment, aggiunge Frankie tra i propri artisti.

## Discografia

### Singoli
- 2009 – Ponyo on the Cliff by the Sea

## Filmografia

### Cinema
- Una notte al museo 2 - La fuga, regia di Shawn Levy (2009)
- Jonas Brothers: The 3D Concert Experience, regia di Bruce Hendricks (2009)

### Televisione
- Jonas Brothers - Vivere il sogno – documentario TV (2008)
- Jonas L.A. – serie TV, ricorrente (2009-2010)
- Camp Rock 2: The Final Jam – film TV, regia di Paul Hoen (2010)
- R. L. Stine's The Haunting Hour – serie TV, episodi 2x05-3x20 (2011-2013)
- Married to Jonas – documentario TV (2012-2013)

### Doppiatore
- Ponyo sulla scogliera, regia di Hayao Miyazaki (2008)
- Supercuccioli - Un'avventura da paura!, regia di Robert Vince (2011)
- The Reef 2: High Tide, regia di Mark A.Z. Dippé e Taedong Park (2012)
- Gutsy Frog, regia di Mark A.Z. Dippé (2013)